# Fundacja Republikańska
Fundacja Republikańska – założona w 2009 w formule fundacji organizacja pozarządowa prowadząca działalność typu think tank oraz działalność edukacyjną i wydawniczą. Związane z Fundacją było powołane w 2013 Stowarzyszenie „Republikanie” (powiązane w latach 2017–2021 z partią Porozumienie, a od 2021 tworzące Partię Republikańską). Polityczną reprezentacją FR była także Partia Republikańska założona w 2017 (w wyniku jej powołania związki Fundacji ze Stowarzyszeniem uległy rozluźnieniu, gdyż S „R” odcięło się od tej decyzji), wyrejestrowana w 2019.

## Historia
Fundacja Republikańska została powołana na I Kongresie Republikańskim, który odbył się w Warszawie 14 listopada 2009 (zarejestrowana została już 28 października). Fundatorami tej organizacji byli Przemysław Wipler, Marcin Chludziński, Marek Wróbel, Stanisław Knaflewski, Tomasz Janik i Henryk Baranowski. Prezesem Fundacji został Przemysław Wipler, którego po wyborze na posła w 2011 zastąpił Marcin Chludziński. Zrezygnował on z funkcji w 2016, gdy został prezesem Agencji Rozwoju Przemysłu. Zastąpił go Marek Wróbel.

## Idea
Fundacja deklaruje się jako organizacja o profilu republikańskim. Odwołuje się do idei dobra wspólnego, chrześcijańskiej koncepcji człowieka i podmiotowości Rzeczypospolitej w wymiarze wewnętrznym i zewnętrznym.

## Działalność
Fundacja Republikańska prowadzi działalność edukacyjną, organizuje kongresy republikańskie i spotkania z ekspertami, a także prowadzi szkolenia dla młodzieży. Powołany został przy niej ośrodek analityczny pod nazwą Centrum Analiz Fundacji Republikańskiej, który prowadzi działalność analityczną i legislacyjną. W skład ekspertów Centrum weszli m.in. były prezes Urzędu Komunikacji Elektronicznej Anna Streżyńska, były prezes Urzędu Regulacji Energetyki dr Adam Szafrański, były prezes Łódzkiej Specjalnej Strefy Ekonomicznej Maciej Rapkiewicz oraz Jan Urmański.
W kwietniu 2010 Fundacja rozpoczęła wydawanie kwartalnika „Rzeczy Wspólne”. Pismo ma charakter misyjny, a jego celem jest kształtowanie poglądów elit politycznych, akademickich, biznesowych, społecznych, samorządowych. „Rzeczy Wspólne” starają się dostarczyć tym elitom kompletny zestaw informacji i opinii na temat najważniejszych problemów współczesnej Rzeczypospolitej. Nakład od 1500 do 2500 egzemplarzy. W 2018 pismo otrzymało dotacje z funduszy Ministerstwa Kultury i Dziedzictwa Narodowego.
Po katastrofie smoleńskiej współinicjowała powstanie Ruchu 10 Kwietnia. W 2011 organizacja przygotowała złożony w Sejmie przez Prawo i Sprawiedliwość projekt ustawy o Rzeczniku Praw Podatnika. W tym samym roku wraz z Ogólnopolskim Związkiem Stowarzyszeń Kibiców, Fundacja zainicjowała akcję „Kibice za bezpieczeństwem”. Weszła także do komitetu poparcia Marszu Niepodległości.
W 2011 powstał zrealizowany przez Film Open Group film To nie jest kraj dla młodych ludzi, poświęcony działalności Fundacji Republikańskiej.
Fundacja Republikańska współpracowała z Ministerstwem Sprawiedliwości w drugim rządzie Donalda Tuska (kierowanym przez Jarosława Gowina) w zakresie procesu deregulacji dostępu do zawodów.
W 2011 Fundacja Republikańska zainicjowała projekt Mapy Wydatków Państwa. Jest to graficzne przedstawienie wydatków sektora finansów publicznych. Od 2012 projekt został poszerzony o Mapę Zatrudnienia w Sektorze Publicznym, zaś od 2015 wydawana jest Mapa Dochodów Państwa.
3 czerwca 2013 założyciel Fundacji Republikańskiej, ówczesny poseł Przemysław Wipler, opuścił PiS, zakładając mające charakter polityczny Stowarzyszenie „Republikanie”, o profilu konserwatywno-liberalnym. W grudniu tego samego roku współtworzyło ono Polskę Razem, jednak od 2014 jego działacze wiązali się z różnymi ugrupowaniami politycznymi. W lutym 2017 „Republikanie” powołali własne koło poselskie (złożone z posłów wybranych z list komitetu Kukiz’15). Prezesami stowarzyszenia zostawali kolejno: Przemysław Wipler (2013), Anna Streżyńska (2013), ponownie Przemysław Wipler (2013–2015) i Karol Rabenda (od 2015).

## Partia Republikańska
20 września 2017 liderzy Fundacji Republikańskiej (jej prezes Marek Wróbel i dyrektor operacyjny Radosław Żydok) oraz posłanki Anna Siarkowska (dotychczasowa szefowa koła „Republikanów”) i Małgorzata Janowska powołali Partię Republikańską, będącą polityczną reprezentacją Fundacji, w związku z czym rozpadło się koło poselskie, a posłanki przystąpiły do klubu parlamentarnego PiS (z którym PR od początku współpracowała). Pomimo udziału w tworzeniu partii przez wiceprezesów stowarzyszenia Michała Połuboczka i Anny Siarkowskiej, zarząd Stowarzyszenia „Republikanie” odciął się od tej decyzji. Anna Siarkowska została do czasu kongresu prezesem partii. Liderzy stowarzyszenia 4 listopada tego samego roku współtworzyli powstałą z przekształcenia Polski Razem partię Porozumienie. Partia Republikańska została zarejestrowana wiosną 2018. W wyborach samorządowych w tym samym roku jej kandydaci startowali z list PiS. Członek zarządu ugrupowania Adam Drozd uzyskał mandat radnego sejmiku województwa podkarpackiego. 23 lutego 2019 został on przewodniczącym rady krajowej partii, a nowym prezesem ugrupowania został Marcin Wolak. Posłanka Małgorzata Janowska opuściła Partię Republikańską, przechodząc do PiS. W wyborach parlamentarnych w 2019 spośród członków Partii Republikańskiej z list PiS startowali Anna Siarkowska, uzyskując reelekcję i Adam Drozd, który nie zdobył mandatu. 20 listopada tego samego roku, w wyniku niezłożenia w terminie sprawozdania finansowego za 2018, partia została wyrejestrowana. W 2021 środowisko „Republikanów” dotychczas działające w Porozumieniu, zarejestrowało własną Partię Republikańską, na czele której stał Adam Bielan (partię współtworzył m.in. Adam Drozd, spośród działaczy dawnej Partii Republikańskiej działała w niej także posłanka Małgorzata Janowska; strona internetowa tej partii znalazła się pod tym samym adresem, co dawnej PR); w 2023 partia ta weszła w skład PiS.